# Hotter than July
Hotter than July — 19-й альбом американского певца и музыканта Стиви Уандера, изначально выпущенный звукозаписывающим лейблом Tamla 29 сентября 1980 года. Сессии записи проводились преимущественно в Wonderland Studios, которую недавно приобрел Уандер, в Лос-Анджелесе. Певец написал большинство музыкального материала пластинки, выполнил продюсирование и аранжировку.
Hotter than July достиг третьей строки Billboard Top LP’s & Tapes и 3 февраля 1981 года Американской ассоциацией звукозаписывающих компаний диску был присвоен платиновый статус. Это наиболее успешный альбом исполнителя в Соединённом Королевстве, сам добравшийся до второго места в UK Albums Chart и вобравший в себя 4 сингла, вошедших в лучшую десятку. Выход первого, третьего и четвёртого синглов сопровождался выпуском видеоклипов к ним.
В 1982 году Hotter than July был номинирован на премию American Music Awards в номинации «Любимый R&B/соул-альбом».

## История записи
После коммерческого провала и разгромной критики предыдущего альбома Stevie Wonder’s Journey Through «The Secret Life of Plants» Уандер на рубеже нового десятилетия пребывал в незавидном положении. Он настаивал на том, что тот не получил позитивной оценки музыкальных критиков из-за слабого продвижения альбома со стороны Motown Records. В этот период беспорядка Уандер вместе с Ли Гарреттом написал песню «Let’s Get Serious» для одноимённого альбома Джермейна Джексона 1980 года, а также композицию «You Are My Heaven» в соавторстве с Эриком Меркьюри, которая стала успешной для Роберты Флэк и Донни Хатауэй на Atlantic Records. Уандер был также востребован в качестве приглашённого музыканта на записях таких артистов, как Би Би Кинг, Джеймс Тейлор, Куинси Джонс и Смоки Робинсон.
Параллельно вышеперечисленной активности, Уандер занимался написанием, аранжировкой и продюсированием нового материала для своего нового альбома Hotter than July, который в основном был записан в Лос-Анджелесе на собственной студии Wonderland Studios, приобретённой незадолго до этого. Первый сингл пластинки, «Master Blaster (Jammin’)», был вдохновлён музыкой регги Боба Марли, с которым Уандер познакомился в 1979 году после их выступления в ассоциации чёрной музыки в Филадельфии. Эта работа смогла возглавить соул хит-парад США и достичь пятого места в песенном чарте Америки. Кантри-песня «I Ain’t Gonna Stand for It» (№ 11 в Hot 100; № 4 в соул-чарте), баллада «Lately» (№ 64 в Hot 100) и оптимистичная «Happy Birthday» стали другими заметными успехами альбома. В Великобритании все четыре сингла вошли в десятку лучших, а первый и четвёртый релизы заняли 2-е место.
«All I Do» изначально была написана Уандером в подростковом возрасте и его соавторами Кларенсом Полом и Моррисом Броднаксом в 1966 году. Тамми Террелл записала первую версию песни в том же году, но она оставалась в хранилищах Motown вплоть до 2002 года, пока не была включена в сборник A Cellarful of Motown! в Великобритании, через 32 года после смерти Террелл. Бренда Холлоуэй также записала свою версию песни, она была выпущена в 2005 году на её сборнике Motown Anthology. Майкл Джексон, Эдди Леверт, Уолтер Уильямс из The O’Jays, а также Бетти Райт исполнили партии бэк-вокала для записи песни Уандера для Hotter than July. Бэк-вокал для «I Ain’t Gonna Stand for It» был исполнен Чарли и Ронни Уилсонами из группы The Gap Band, а бывшая жена Уандера Сайрита Райт поддержала Уандера в «As If You Read My Mind».
В то время как ряд предыдущих работ Уандера, такие как Songs in the Key of Life и Innervisions, получили широкое признание критиков и имели успех в чартах, Hotter than July стал первым альбомом исполнителя, получившим право на получение платинового сертификата RIAA. Ранее  этого не происходило по причине того, что до 1977 года записи Motown не проходили аудит RIAA, следовательно и не подлежали сертификации.

## Список композиций
Слова и музыка всех песен — написаны и аранжированы Стиви Уандером.
| №  | Название                               | Текст песни                          | Музыка | Длительность |
| -- | -------------------------------------- | ------------------------------------ | ------ | ------------ |
| 1. | «Did I Hear You Say You Love Me»       |                                      |        | 4:07         |
| 2. | «All I Do» (бэк-вокал Майкла Джексона) | Уандер, Кларенс Пол, Моррис Броднекс | Уандер | 5:06         |
| 3. | «Rocket Love»                          |                                      |        | 4:40         |
| 4. | «I Ain’t Gonna Stand for It»           |                                      |        | 4:39         |
| 5. | «As If You Read My Mind»               |                                      |        | 4:37         |

| №  | Название                   | Длительность |
| -- | -------------------------- | ------------ |
| 1. | «Master Blaster (Jammin’)» | 5:07         |
| 2. | «Do Like You»              | 4:25         |
| 3. | «Cash in Your Face»        | 3:59         |
| 4. | «Lately»                   | 4:05         |
| 5. | «Happy Birthday»           | 5:57         |

## Позиции в хит-парадах
| Год       | Хит-парад                                  | Высшая позиция | Пребывание |
| --------- | ------------------------------------------ | -------------- | ---------- |
| 1980—1981 | Австралия (Kent Music Report)              | 3              | нет данных |
| 1980—1981 | Австрия (Hit wähl mit)                     | 2              | 44 недели  |
| 1980—1981 | Великобритания (UK Albums Chart)           | 2              | 55 недель  |
| 1980—1981 | Италия (Musica e dischi)                   | 2              | 25 недель  |
| 1980—1981 | Канада (RPM 100 Albums)                    | 18             | 11 недель  |
| 1980—1981 | Нидерланды (Nationale Hitparade LP Top 50) | 4              | 10 недель  |
| 1980—1981 | Новая Зеландия (RIANZ Album Chart)         | 2              | 32 недели  |
| 1980—1981 | Норвегия (VG-lista)                        | 5              | 21 недели  |
| 1980—1981 | США (Billboard 200)                        | 3              | 40 недель  |
| 1980—1981 | США (Billboard Top Black Albums)           | 1              | 44 недели  |
| 1980—1981 | Франция (SNEP)                             | 1              | 47 недель  |
| 1980—1981 | ФРГ (Offizielle Top 100)                   | 12             | 32 недели  |
| 1980—1981 | Швеция (Topplistan)                        | 3              | 12 недель  |
| 1980—1981 | Япония (Oricon Albums Chart)               | 29             | нет данных |

| Хит-парад (1980)              | Позиция |
| ----------------------------- | ------- |
| Австралия (Kent Music Report) | 54      |
| Великобритания (Gallup Poll)  | 54      |
| Италия (Musica e dischi)      | 14      |
| Франция (SNEP)                | 39      |
| Хит-парад (1981)              | Позиция |
| Австралия (Kent Music Report) | 8       |
| Великобритания (Gallup Poll)  | 11      |
| Новая Зеландия (RMNZ)         | 10      |
| США (Billboard Year-End)      | 21      |
| ФРГ (Offizielle Top 100)      | 55      |

| Хит-парад (1980—1989)           | Позиция |
| ------------------------------- | ------- |
| Австрия (Austrian Albums Chart) | 28      |

## Сертификации
| Регион | Сертификация  | Продажи    |
| --- | ------------- | ---------- |
| Австралия (ARIA) | 3× Платиновый | 210 000^   |
| Великобритания (BPI) | Платиновый    | 500 000    |
| Канада (Music Canada) | 2× Платиновый | 200 000^   |
| Нидерланды (NVPI) | Золотой       | 50 000^    |
| Новая Зеландия (RMNZ) | Платиновый    | 15 000^    |
| США (RIAA) | Платиновый    | 1 000 000^ |
| Франция (SNEP) | Золотой       | 100 000*   |
| Япония (Oricon) | —             | 73 000     |
| Итого |               |            |
| Мир | —             | 3 000 000  |
| * Данные о продажах приведены только на основе сертификации. ^ Данные о тиражах приведены только на основе сертификации. |               |            |